# Amoenema erhai
Espèce
Amoenema erhai est une espèce d'araignées aranéomorphes de la famille des Salticidae.

## Répartition
Cette espèce est endémique du Yunnan en Chine,. Elle se rencontre dans le xian de Binchuan sur les monts Jizu et Cang.

## Description
Les mâles mesurent de 3,81 à 4,40 mm et les femelles de 4,79 à 5,52 mm.

## Systématique et taxinomie
Cette espèce a été décrite en 2023 par Yu (d) et Zhang (d) dans une publication coécrite avec Wang (d) et Maddison (d).

## Étymologie
Son nom d'espèce lui a été donné en référence au lieu de sa découverte, le lac Erhai.

## Publication originale
- (en) Yu, Wang, Maddison & Zhang, « Two new genera of Euophryini from southern China and Malaysia (Araneae, Salticidae, Salticinae) », Zootaxa, 2023, vol. 5231, n. 3, p. 201-248.